# Conflito iraniano-israelita
O conflito por procuração entre o Irã/Irão e  Israel ou o conflito iraniano-israelita é a guerra de procuração em andamento entre a República Islâmica do Irão e o Estado de Israel. O conflito está vinculado na luta política entre a liderança iraniana e Israel, com Israel a procurar evitar supostas armas nucleares do governo iraniano e a destruição dos seus aliados como o Hezbollah no Líbano. As forças iranianas estão operando na Síria em apoio do governo de Bashar al-Assad. Segundo o chefe da Mossad, Yossi Cohen: "Enquanto o actual regime existir, com o acordo nuclear ou sem ele, o Irão continuará a ser a principal ameaça para a segurança de Israel".
Israel suspeita que Teerão persegue o objectivo de formar uma ponte terrestre contínua do Irão (através do Iraque e da Síria) para o Líbano, e se Teerão consegue "seria uma mudança de jogo estratégica". Com a Guerra Civil Síria, na esperança de reforçar a sua logística e demonstrar as capacidades de projecção na área, Teerão pretende abrir um caminho da capital iraniana para Damasco e a costa do Mediterrâneo. O governo israelita está convencido de que o Irãi está interessado em criar a contiguidade territorial do Irão ao Mediterrâneo e na transferência de forças militares - incluindo navios de guerra, aviões de combate e milhares de soldados - para bases permanentes na Síria e está tentando "libertar" a Síria e assumir o controlo usando milícias xiitas, como tinha feito com o Hezbollah no Líbano. O ministro da Defesa israelita, Avigdor Lieberman, alertou que "tudo será possível para evitar a existência de um corredor xiita de Teerão para Damasco". A inteligência israelita descobriu que uma base iraniana estava sendo construída na Síria, apenas a 50 km da fronteira israelita.
Israel e a Síria observaram uma trégua desde que Israel reafirmou o seu controlo sobre a maioria dos Montes Golan na guerra de 1973, mas a Guerra Civil da Síria, que começou em 2011, levou a vários incidentes de troca de fogo nas fronteiras que antes eram pacíficas. O exército israelita está se preparando para ameaças potenciais se houver um vácuo de poder na Síria. "Depois de Assad e depois de estabelecer ou fortalecer a sua posição na Síria, eles vão se mover e desviar seus esforços e atacar Israel", disse um funcionário israelita à Associated Press em janeiro de 2014. Alguns especialistas dizem que, embora forças militantes se infiltrem na fronteira com Israel a irá levar a um aumento de medidas de segurança por parte do governo israelita, estes avanços não irão a mudar a política de não intervenção por Israel na Guerra Civil Síria.
No decorrer da Guerra Civil Síria, em vários incidentes, Israel teria enfrentado as forças do Hezbollah e do Irão na região. Em várias ocasiões, Israel foi suspeitado de perpetrar ou apoiar ataques contra Hezbollah e alvos iranianos nos territórios sírios ou no Líbano. O primeiro incidente deste tipo ocorreu em 30 de janeiro de 2013, quando os aviões israelitas foram acusados de supostamente atacar um comboio sírio transportando armas iranianas para o Hezbollah. Mais incidentes foram atribuídos à Força aérea de Israel (IAF) em maio de 2013, dezembro de 2014, abril de 2015. Alguns desses relatos foram confirmados pela República Árabe da Síria, enquanto outros foram negados. Israel se recusou sistematicamente a comentar sobre os alegados ataques contra posições do Hezbollah e do governo Baathista Sírio em território sírio. Em 2015, alegadamente, militantes do Hezbollah lançaram um ataque às forças israelitas nas fazendas de Shebaa. Em março de 2017, a Síria lançou mísseis antiaéreos em direção a uma parte controlada pelos israelitas do Montes do Golan, supostamente visando aeronaves da IAF, que a Síria afirmou estar a caminho de atacar alvos em Palmira. Após o incidente, o Estado de Israel declarou que estava visando embarques de armas encaminhados para forças anti-israelitas, especificamente o Hezbollah, localizadas no Líbano. Israel negou a afirmação da Síria de que um avião foi abatido e outro danificado. Israel não informou que nenhum piloto ou aeronave desapareça na Síria ou em qualquer outro lugar no Oriente Médio após o incidente. De acordo com algumas fontes, o incidente foi a primeira vez que oficiais israelitas confirmaram claramente um ataque israelita contra alvos do Hezbollah durante a Guerra Civil Síria. Em fevereiro de 2018, um F-16 da Força Aérea Israelita foi abatido pela Defesa Aérea Síria, com Israel a afirmar que tinha efectuado um ataque a posições iranianas após um drone iraniano ter violado o espaço aéreo israelita. O abate do F-16 israelita simbolizou o primeiro confronto directo entre Irão e Israel, bem como o primeiro avião israelita a ser abatido por fogo inimigo desde 1982.
O Irão declara que sua política externa baseia-se em ajudar os povos oprimidos em todo o mundo - não para ganhos materiais, mas como uma acção positiva religiosa humanitária. Na política externa do Irão, Israel é conceptualizado como um regime sionista que ameaça as pessoas vulneráveis e a própria religião islâmica. É conhecido como inimigo ideológico do Irão. O Irão, em contacto com os EUA sobre a guerra contra o Estado Islâmico no Iraque e na Síria, disse que Israel estaria em risco se os EUA e sua coligação tentassem derrubar Assad. O ataque do Hezbollah em 7 de outubro de 2014 contra as forças israelitas, a sua primeira operação desde 2006, provou a seriedade da ameaça. Embora a República Islâmica do Irão tenha sido conhecida por sua postura anti-israelita desde do início, o seu apoio contínuo ao Hezbollah evoluiu para quase um confronto directo com Israel, já que o Exército dos Guardiães da Revolução Islâmica infiltrou-se no Líbano e apoiou directamente o Hezbollah durante a última década. A Faixa de Gaza, dominada pelo Hamas, também tem sido tratada como um satélite do Irão.
No dia 13 de abril de 2024, o Irã lançou ataques com mísseis e drones contra Israel. Este foi o primeiro ataque direto iraniano lançado contra o território israelense, já que, nas outras ações, Teerã preferiu usar seus grupos filiados, como o Hezbollah ou o Hamas.Seis dias depois do ataque do Irã, os militares israelenses atacaram o Irã com mísseis e pequenos drones.

## Conflitos

### 2024
Em 2024, o conflito por procuração entre Irã e Israel se transformou em uma série de confrontos diretos entre os dois países. Em 1 de abril, Israel bombardeou um complexo consular iraniano em Damasco, na Síria, matando vários altos funcionários iranianos. Em resposta, o Irã e os seus aliados do Eixo da Resistência apreenderam o navio MSC Aries, ligado a Israel, e lançaram ataques dentro de Israel a 13 de abril. Israel realizou então ataques retaliatórios no Irão e na Síria em 19 de abril.
Os ataques israelenses foram limitados e analistas dizem que eles sinalizaram um desejo de redução da tensão. O Irã não respondeu ao ataque e as tensões diminuíram. Outros atores também participaram do conflito. Os Estados Unidos, o Reino Unido, a França e a Jordânia interceptaram drones iranianos para defender Israel. A Síria abateu alguns interceptores israelenses e os representantes iranianos na região também atacaram Israel.  

### 2025
Um conflito armado entre o Irã (português brasileiro) ou Irão (português europeu) e Israel começou em 13 de junho de 2025, quando Israel lançou ataques contra dezenas de alvos com o objetivo declarado de impedir a expansão do programa nuclear iraniano. Sob o codinome Operação Leão Ascendente, as Forças de Defesa de Israel (FDI) e a Mossad atacaram importantes instalações nucleares, instalações militares e áreas residenciais. A partir da noite de 13 de junho, a Operação Promessa Verdadeira III, de retaliação do Irã, lançou mísseis balísticos e drones contra instalações militares, instalações de inteligência e áreas residenciais israelenses.
O conflito é considerado uma escalada da animosidade de décadas entre os dois países, durante a qual o Irã desafiou a legitimidade de Israel e pediu sua destruição. Em contrapartida, Israel considerava o programa nuclear iraniano uma ameaça existencial. Durante a crise no Oriente Médio que se seguiu aos ataques de 7 de outubro de 2023 e à Guerra de Gaza que se seguiu, a animosidade escalou para um confronto. Israel enfraqueceu os representantes iranianos, como o Hamas e o Hezbollah, e começou a planejar ações contra o Irã. Os países trocaram ataques em abril e outubro de 2024. Os ataques israelenses de junho de 2025 começaram no dia seguinte ao término do prazo de dois meses que o presidente dos Estados Unidos, Donald Trump, havia estabelecido para garantir um acordo que impedisse o Irã de desenvolver uma bomba nuclear.
Os ataques israelenses mataram vários líderes militares iranianos, líderes da Guarda Revolucionária Iraniana, cientistas nucleares de alto escalão e mais de 200 civis iranianos, de acordo com o Ministério da Saúde iraniano e o grupo sem fins lucrativos Human Rights Activists in Iran. Os ataques aéreos destruíram a parte acima do solo da Instalação Nuclear de Natanz (embora a área subterrânea tenha permanecido intacta) e danificaram a instalação de enriquecimento de urânio de Isfahan, mas não conseguiram danificar a usina subterrânea de enriquecimento de combustível de Fordow. Israel também atingiu um complexo de mísseis perto de Tabriz, uma base de mísseis em Kermanshah e instalações da Guarda Revolucionária perto de Teerã e Piranshahr. Os ataques também danificaram a infraestrutura civil. A primeira onda de retaliação iraniana incluiu cerca de 100 mísseis, disse as Forças de Defesa de Israel; mais mísseis vieram nas ondas subsequentes de ataques. Além disso, o Irã lançou mais de 100 drones contra Israel no primeiro dia. Os ataques do Irã mataram cerca de 25 pessoas, todas civis, de acordo com o governo israelense. Em 21 de junho, os Estados Unidos atacaram o Irã pela primeira vez no conflito, bombardeando três instalações nucleares iranianas.